# Parker (pel·lícula)
Parker és una pel·lícula estatunidenca del 2013 dirigida per Taylor Hackford. És protagonitzada per Jason Statham i Jennifer López. És una adaptació de Flashfire, de la novel·la Parker, escrita per Donald Westlake amb el pseudònim de Richard Stark. S'ha doblat al català.

## Argument
Ubicada a Palm Beach (Florida), la pel·lícula gira al voltant d'un lladre professional, Parker (Jason Statham), que és traït pel seu equip. Per venjar-se'n viatja a Palm Beach, on compta amb l'ajut de Leslie (Jennifer López), qui l'ajuda en la tasca de robar el que el seu exequip va treure-li, encapçalat per un home anomenat Melander (Michael Chicklis), del robatori de la subhasta de joies. A mesura que la història avança, Leslie s'enamora de Parker, que continua sent fidel a la seva xicota, Claire (Emma Booth).